# خوزه واراکا
خوزه واراکا (اسپانیایی: José Varacka‎; ۲۷ مهٔ ۱۹۳۲ – ۲۲ اکتبر ۲۰۱۸) بازیکن فوتبال اهل آرژانتین بود.

## باشگاهی
از باشگاه‌هایی که در آن بازی کرده‌است می‌توان به باشگاه فوتبال ریور پلاته، باشگاه فوتبال کولو-کولو، باشگاه ورزشی سن لورنسو آلماگرو، باشگاه اتلتیکو ایندپندینته، و باشگاه فوتبال راسینگ کلوب آویاندا اشاره کرد. وی همچنین در تیم ملی فوتبال آرژانتین بازی کرده‌است.